# 長谷川千四
長谷川 千四（はせがわ せんし、1689年 - 1733年）は、日本の浄瑠璃作家。代表作は鬼一法眼三略巻や壇浦兜軍記である。
作品には文耕堂、竹田出雲との合作が多く存在する。

## 経歴
大和国出身。長谷寺の僧であったが還俗して大坂に住み、初めは椎本才麿に入門して俳諧をたしなみ、享保12年(1727年)に最初の浄瑠璃の作品「敵討御未刻太鼓」を発表した。

## 作品
- 敵討御未刻太鼓[2](1727年 初演)
- 鬼一法眼三略巻(出版年不明)
- 壇浦兜軍記(出版年不明)
- 眉間尺象貢[3](17??年 出版)
- 尼御台由比濱出[4](1729年 出版)
- 義太夫節浄瑠璃未翻刻作品集成. 23[5](2013年 出版)
- 文楽 (物語で学ぶ日本の伝統芸能;4)[6] (2004年 出版)